# هنري غوردون رايس
هنري غوردون رايس (بالإنجليزية: Henry Gordon Rice)‏ هو رياضياتي أمريكي، ولد في 18 يوليو 1920، وتوفي في 14 أبريل 2003.

## حياته
كان رايس عالما في علم المنطق والرياضيات، اشتهر بأنه مؤلف نظرية رايس، والتي أثبتها في أطروحة دكتوراه عام 1951، في جامعة سيراكيوز، مع مستشار الأطروحة بول سي. روزنبلوم. كان رايس أيضًا أستاذًا للرياضيات في جامعة نيو هامبشاير. بعد عام 1960 اشتغل في شركة علوم الحاسوب.

## وفاته
توفي رايس في 14 أبريل 2003 في ديفيس بكاليفورنيا.